# Concise 2
Concise 2 est un voilier monocoque de 40 pieds conçu pour la course au large, il fait partie de la classe Class40.
Mis à l'eau en avril 2010, Concise 2 a participé à de nombreuses courses au larges telles que la Route du Rhum (2 participations) et la Transat Jacques Vabre (2 participations).

## Palmarès (catégorie Class 40)[2]
- 2010 : 
  - 3e Mondial des Class 40
  - 14e de la Route du Rhum
- 2011 :
  - 1er de la RORC Caribbean 600
  - 1er de la Transatlantic Race
  - 6e de la Fastnet
  - 1er du prologue de la Transat Jacques Vabre
  - 2012 :
    - 1er de la Normandy Channel Race [3]

  - 2013 :
    - 8e de la Normandy Channel Race
    - 10e de Les Sables - Horta - Les Sables
    - 6e de la Fastnet

  - 2014 :
    - 19e de la Route du Rhum

  - 2015 :
    - 1er de la RORC
    - 11e de la Rolex Fastnet Race
    - 9e de la Transat Jacques Vabre

  - 2016 :
    - 1er de la RORC Mainseries